# Willy Workman
Willy Workman (Northampton, 14 marzo 1990) è un cestista statunitense con cittadinanza israeliana.

## Palmarès
- Lega Balcanica: 1

Hapoel Holon: 2020-21